# سیارک ۲۱۷۴۴
سیارک ۲۱۷۴۴ (به انگلیسی: 21744 Meliselinger، نامگذاری:1999RF168) بیست و یک هزار و هفتصد و چهل و چهارمین سیارک کشف شده‌است که در ۹ سپتامبر ۱۹۹۹ کشف شد.
قدر مطلق سیارک برابر ۱۲.۹ است.